# Muhammad Aslam
Sardar Muhammad Aslam Baggra (Lyallpur, Britanska Indija, 1910. — nije poznat nadnevak smrti) je bivši indijski hokejaš na travi. 
Osvojio je zlatno odličje na hokejaškom turniru na Olimpijskim igrama 1932. u Los Angelesu igrajući za Britansku Indiju. Odigrao je 1 susret i to na mjestu braniča.

## Vanjske poveznice
- Profil na Database Olympics